# Нуртазин, Аманбек
Аманбек Нуртазин (17 июля 1939, село Кенес Кордайского района Казахской ССР — 18 февраля 2013, Бишкек, Кыргызстан) — киргизский оперный певец казахского происхождение, тенор, заслуженный артист Кыргызстана, солист Киргизского национального академического театра оперы и балета имени А. Малдыбаева.
Аманбек Нуртазин учился вокалу у С. К. Шехова в хоровой студии при Киргизском театре оперы и балета в городе Фрунзе, затем в Московской консерватории имени П. И. Чайковского. После окончания вокального факультета консерватории с 1962 года до выхода на пенсию жизни был солистом Киргизского театра оперы и балета.
Нуртазин исполнил более пятидесяти партий классического и национального оперного репертуара. В их числе Ленский («Евгений Онегин» П. И. Чайковского), Юродивый («Борис Годунов» М. П. Мусоргского), Альмавива («Севильский цирюльник» Дж. Россини), Кассио («Отелло» Дж. Верди), Сыргак и Кульчоро (оперы «Манас» и «Ай-Чурёк» композиторов В.Власова, А.Малдыбаева и В.Фере), Олжобай («Олжобай и Кишимжан» М. Абдраева). Певец возглавлял оперно-хоровую студию театра.
Аманбек Нуртазин — лауреат VI Всемирного фестиваля молодёжи и студентов в Москве в 1957 году, дипломант Всесоюзного конкурса вокалистов имени Михаила Глинки, лауреат межреспубликанских конкурсов вокалистов Средней Азии и Казахстана. Заслуженный артист Киргизии (1987), награждён медалью «Данк», медалью «Ветеран труда».